# Helophilus chathamensis
Helophilus chathamensis är en tvåvingeart som beskrevs av Frederick Wollaston Hutton 1901. Helophilus chathamensis ingår i släktet kärrblomflugor, och familjen blomflugor. Inga underarter finns listade i Catalogue of Life.